# Justice Esono
Pablo Armando Esono Edjo (* 10. Juni 1986 in Malabo), auch in der Schreibweise Justice Esono oder kurz Justice bekannt, ist ein ehemaliger äquatorialguineischer Fußballspieler auf der Position eines Stürmers. Er war zuletzt für The Panthers FC und die äquatorialguineische Fußballnationalmannschaft aktiv.

## Karriere

### Verein
Seine Vereinskarriere begann Esono in seiner äquatorialguineischen Heimat, wo er bis ins Jahr 2006 im Kader des Hauptstadtklubs The Panthers FC stand. Ob er dem Verein bereits davor angehörte, ist aus den Quellen hingegen nicht ersichtlich. In seiner Zeit bei den Hauptstädtern konnte er jedoch keinen Vereinstitel gewinnen. Nach Ablauf der Saison 2006 verließ er den afrikanischen Kontinent in Richtung Schweden und schloss sich dort den Erstligisten Malmö FF an. Er konnte sich jedoch nicht gegen die dortige Konkurrenz durchsetzen und verließ den Verein bereits nach sechs Monaten wieder in Richtung spanisches Festland. Hier schloss er sich den unterklassigen Verein SD Ciudad de Santiago in Galicien an und erreichte mit der Mannschaft den Rang des Vizemeisters. Auch hier wechselte Esono bereits nach einer Saison weiter zum unterklassischen andalusischen Verein Peñarroya CF. In seiner Debütsaison für den Verein konnte er jedoch nur eine Platzierung im Mittelfeld der Regionalen Meisterschaft erzielen. Im Juli 2008 verließ er Spanien und kehrte in seine äquatorialguineische Heimat zurück und schloss sich dort seinem Heimatverein The Panthers FC an. Hier konnte er in zwei Jahren ebenfalls keinen Vereinstitel gewinnen. Nach einer kurzen aber erfolglosen Station in der Mannschaft des unterklassigen kastilischen Vereins GCE Villaralbo kehrte Esono erneut in seine Heimat zurück. Nach Abschluss der Saison 2010 beendete er im Kader von The Panthers FC seine aktive Karriere. Einen Vereinstitel konnte er während seiner gesamten Laufbahn nicht gewinnen.

### Nationalmannschaft
Sein Debüt für die äquatorialguineische Fußballnationalmannschaft gab Esono am 26. Februar 2006, im Rahmen eines Freundschaftsspiels unter den damaligen Trainer Antônio Dumas, gegen die Auswahl von Benin (0:1). Gegen selbigen Gegner erzielte er einen Monat später, in einen weiteren Freundschaftsspiel, sein einziges Länderspieltor. Er nahm an Qualifikationsspielen zur Fußball-Weltmeisterschaft 2010 und der Afrikameisterschaft 2008 teil, konnte dabei jedoch keine nennenswerten Erfolge erzielen. Zudem war er gemeinsam mit Juvenal und Torhüter Silvestre Ecolo Teilnehmer des CEMAC Cup 2007. Esono schied mit der Mannschaft aber bereits in der Vorrunde nach einer Niederlage gegen die Republik Kongo (2:1) und einen Remis gegen Gabun (1:1) aus. Im Jahr 2009 folgten Einsätze in den Freundschaftsspielen gegen die Mannschaften aus Kap Verde (5:0), Mali (3:0) und Estland (3:0) die jedoch alle mit einer Niederlage endeten. Das Spiel gegen die Auswahl von Estland am 6. Juni 2009 war gleichzeitig auch sein letzter Einsatz im Trikot der Nzalang Nacional.